# Kolla pentistigma
Kolla pentistigma är en insektsart som beskrevs av Yang et Li 2000. Kolla pentistigma ingår i släktet Kolla och familjen dvärgstritar. Inga underarter finns listade i Catalogue of Life.